# سیارک ۶۶۳۲
سیارک ۶۶۳۲ (به انگلیسی: 6632 Scoon، نامگذاری:1984UX1) شش هزار و ششصد و سی و دومین سیارک کشف شده‌است که در ۲۹ اکتبر ۱۹۸۴ کشف شد.
قدر مطلق سیارک برابر ۱۳٫۹۰ است.